# Ichneumon ustulatus
Ichneumon ustulatus là một loài tò vò trong họ Ichneumonidae.